# 福島県立福島商業高等学校
福島県立福島商業高等学校（ふくしまけんりつ ふくしましょうぎょうこうとうがっこう）は、福島県福島市丸子にある県立商業高等学校。通称は主に「福商」（ふくしょう）と呼ばれるが、単に「商業」という市民も多い。

## 概要
東北地方で2番目、福島県で最初に設立された商業高等学校。明治の中頃、福島県県北地方は、国の主要産業であった絹織物の取引が盛んであり、外国との貿易をはじめとする商業の知識を有する者の育成が急務だったことや、国の施策により一県一中学校（旧制）であった時代、中学校は現在の郡山市にある（現在の安積高等学校）しか設立が認められなかったため、そこへ通うことができない当時の福島町（現福島市）の子どもたちに中等教育を授ける場が必要であったことなどを理由として、福島町によって1897年に創立された学校である。（県立移管は1922年）
昭和30年代前半には入試合格点がとても高く、ある年度は全県立高校中1点差で2位となっていたこともあったことから、商業高等学校ながら東京大学、一橋大学、東北大学、慶応義塾大学、早稲田大学などへの進学者を出す名門校として知られていた。(就職者は、日本銀行、東証1部上場企業などへ入るものがほとんどで、県及び市職員となったものも多い。（自営業の跡継ぎもいた）)
また、戦後の学制改革で男女共学化するも、1965年に福島西女子高校の創立に伴い男子校となっていたため、1995年に再び共学となるまで全国的にも珍しい男子のみの公立商業高等学校としても知られていた。
校訓は第2・4代近藤節太郎校長（元福島市助役、磐城平藩家老子孫）の言葉「信義全力主義」、「不撓不屈の精神」よりとったといわれる「信義」「全力」「不撓不屈」であり、現在でも福島県の（日本の）経済社会を担っていく心豊かで信頼される人間の育成を教育方針としている。
スクールカラーは「紫紺」であり、部活動のユニホームやロゴマークに使われている。
2020年放送のNHKドラマ・連続テレビ小説『エール』で古山裕一（古関裕而がモデル）の母校として舞台（福島商業学校時代）となったように、昭和初期より各界に多彩な人材を送り出してきた。

## 設置学科
- 情報ビジネス科
- 経営ビジネス科
- 会計ビジネス科

## 沿革

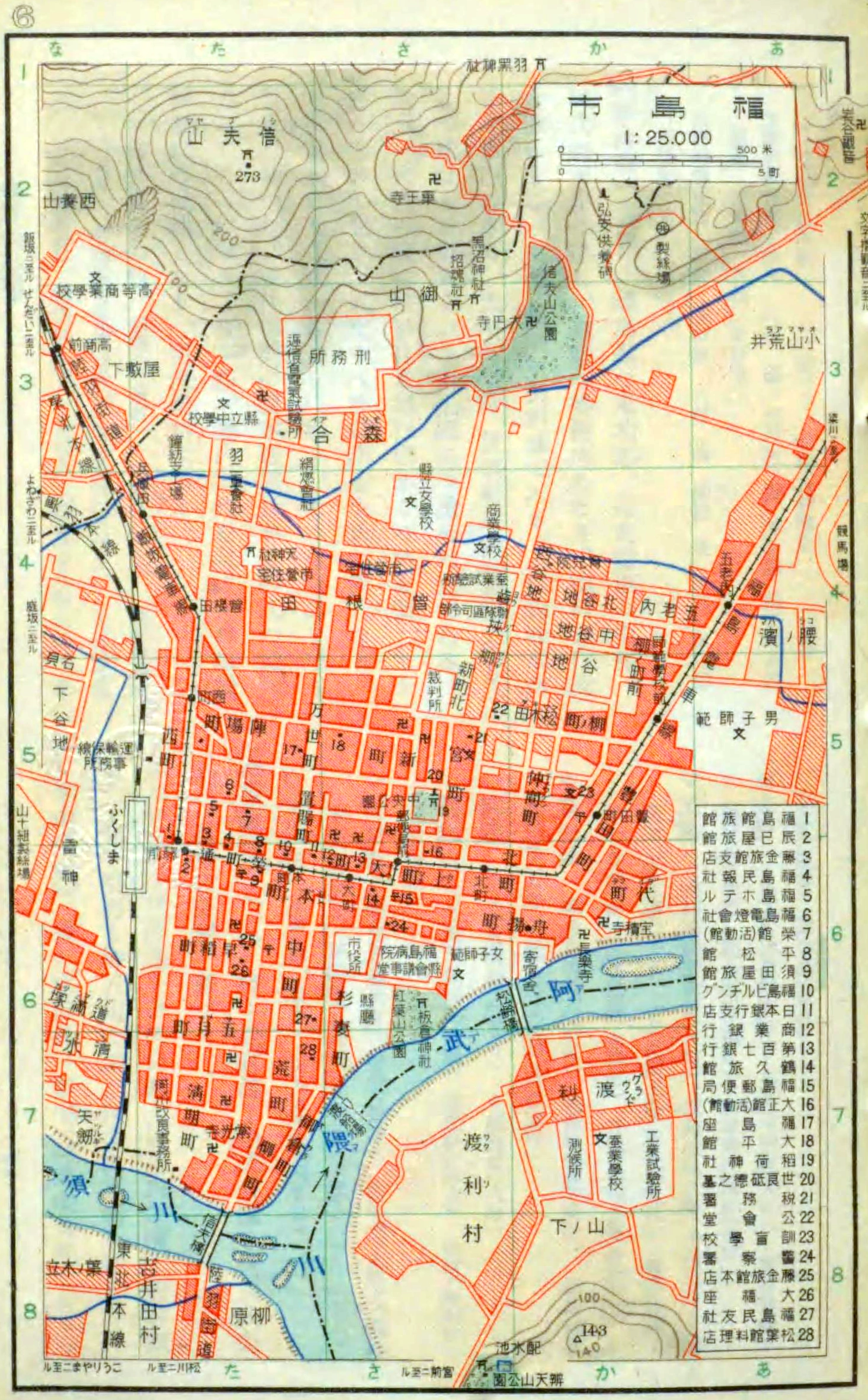
福島市中心部の地図（1929年）

- 1897年（明治30年）- 福島町立福島商業補習学校として創立。
- 1907年（明治40年）- 福島市立商業学校と改称。
- 1922年（大正11年）- 福島県立福島商業学校と改称（県立移管）。
- 1949年（昭和24年）- 福島市立福島女子商業高等学校と統合する。
- 1957年（昭和32年）- 創立60周年。（記念式典において、野村俊夫作詞、古関裕而作曲による新校歌「若きこころ」を発表。古関裕而による歌唱指導が行われた。）
- 1963年（昭和38年）- 福島県立福島西女子高等学校設立（現福島県立福島西高等学校）に伴い、女子募集停止。
- 1970年（昭和45年）- 校舎を福島市霞町から同市丸子に移転。
- 1972年（昭和47年）- 情報処理科設置
- 1977年（昭和52年）- 創立80周年。（記念式典においては、本校出身の古関裕而による講演会が行われた。）
- 1995年（平成7年）- 再び男女共学化。情報処理科・国際経済科・経営情報科・マネジメント会計科の4学科体制となる。
- 1997年（平成9年）- 創立100周年記念式典挙行。福商同窓会館（Fｃホール）竣工。
- 2007年（平成19年）- 創立110周年。校旗を新調する。（記念式典においては、本校出身の新川義弘による講演会が行われた。）
- 2013年（平成25年）- 情報ビジネス科、経営ビジネス科、会計ビジネス科（各科とも2クラス）に学科改編
- 2015年（平成27年）- 国際経済科閉科
- 2017年（平成29年）- 創立120周年。

## 応援歌
- 福商青春歌（古関裕而が作曲家を志して上京する直前に作曲したといわれる。様々な大会応援で歌われてきたが、現在は卒業式の式歌となっている。）
- 紫紺の扉
- とんがり帽子[1]
- 久遠の望みに　（※「福商青春歌」同様、作詞 旧教職員 坂内萬（国語漢文科）、作曲古関裕而（坂内先生新任時四年生） の師弟コンビによる曲である）
- 熱球うなる
- 南柯紫紺
- 骨を貫く
- 信夫山下
- 福商ステテコ節
- 歓送歌

## 部活動
野球部は、福島県の県立高校の中では全国高等学校野球選手権大会への最多出場を誇る。
運動部
- 野球
- バスケットボール
- バレーボール
- 卓球
- バドミントン
- サッカー
- テニス
- 陸上競技
- 柔道
- 剣道
- 弓道
- 馬術
- フェンシング
- 水泳
- ハンドボール

文化部
- 商業研究（簿記・珠算・電卓）
- 美術
- 吹奏楽
- 茶道
- 写真
- 情報処理
- ワープロ
- 英語

同好会
- チアリーディング

## 著名な出身者

### 音楽
- 古関裕而 - 作曲家、本校の校歌や青春歌、応援歌（久遠の望みに）を作曲
- 遠藤武夫 - 音楽教育家・指揮者
- 野村俊夫 - 作詞家
- 須田くにお - 指揮者・作曲家

### 政治
- 河原田穣 - 第9代福島市長
- 吉田修一 - 第10代福島市長
- 山口和之 - 日本を元気にする会参議院議員・元民主党衆議院議員、理学療法士

### スポーツ
- 森口哲夫 - 元プロ野球選手
- 石幡信弘 - 元プロ野球選手
- 島貫省一 - 元プロ野球選手
- 三浦広之 - 元プロ野球選手
- 古溝克之 - 元プロ野球選手

### 芸能
- 麻衣（仙川明、望月麻衣）- モデル

## 交通アクセス
- JR福島駅東口より福島交通バス　信夫山循環「福商前」下車

## 脚註
1. ↑  福島商業高等学校応援歌として歌われているという。とんがり帽子 『古関裕而 うた物語』福島民友新聞 2009年6月8日閲覧